# Лукавиця (Словаччина)
Лукавиця — село і муніципалітет в Бардіївському окрузі (словац. okres Bardejov) Пряшівського краю в північно-східній Словаччині.
Лукавиця розташована в Низьких Бескидах в долині однойменної річки Лукавиця, яка є правою притокою Топла.

## Історія
Перша письмова згадка — 1389 рік.

## Населення
| Рік:            | 1994. | 2004.   | 2014.  | 2024.   |
| --------------- | ----- | ------- | ------ | ------- |
| Кількість осіб: | 399   | 375     | 381    | 371     |
| Різниця:        |       | -6,01 % | +1,6 % | -2,62 % |

| Рік:            | 2023. | 2024.   |
| --------------- | ----- | ------- |
| Кількість осіб: | 376   | 371     |
| Різниця:        |       | -1,32 % |